# Roch Thériault
Roch Thériault (* 16. Mai 1947 in Québec; † 26. Februar 2011 in Dorchester, New Brunswick) war der Anführer einer kleinen religiösen Bewegung nahe St. Jogues in Quebec.
Der 1947 in Quebec geborene Roch „Moses“ Thériault hatte acht Geliebte und 26 Kinder. Einmal hackte er mit einem Fleischerbeil den Arm einer seiner Frauen ab. 1993 wurde er zu lebenslanger Freiheitsstrafe verurteilt, unter anderem für den Mord an einer seiner Frauen und einem Kind. Während seiner Haftzeit blieben ihm vier seiner Frauen treu und zeugten weitere Kinder mit ihm.
Ursprünglich war Thériault ein Anhänger der „Seventh Day Adventist Church“, wo man ihn jedoch bald aufgrund seiner seltsamen Ideen (Neulingen das Mal Satans auf den Rücken zu zeichnen) entließ. Thériault entschloss sich daraufhin, seine eigene Kommune zu gründen.
Die Gruppe war auch als die „Ant Hill Kids Kommune“ bekannt. Den Namen begründete Roch Thériault damit, dass ameisenähnliche Arbeit im Vordergrund steht. Er wurde der Vater der Kommune genannt und gab allen Mitgliedern biblische Namen.
Zwischen der Kommune von Roch Thériault und dem Tempelkult von Jim Jones lassen sich einige Parallelen ziehen:
- Leben in unberührter Natur
- Harte Arbeit
- Schlafentzug
- Hunger
- Harte Bestrafungen für Nichtigkeiten wie beispielsweise gähnen während einer langen Rede des Anführers
- Ein starker Glaube an den baldigen Weltuntergang
- Der Glaube vom Rest der Welt abgeschnitten zu sein
- Sowohl Jim Jones als auch Roch Thériault starteten ihre Kommune in dem Glauben an eine soziale Verpflichtung

Thériaults Leben wurde 2002 in dem Fernsehfilm Savage Messiah verfilmt. Eine seiner ehemaligen Anhängerinnen, Gabrielle Lavallée, schrieb eine Autobiographie über ihr Leben in der Kommune.
Thériault wurde 2011 im Gefängnis ermordet.